# Elke Sommer
Elke Sommer, właśc. Elke von Schletz (ur. 5 listopada 1940 w Berlinie) – niemiecka aktorka filmowa, piosenkarka i malarka. Laureatka Złotego Globu (1963).

## Życiorys

### Wczesne lata
Urodziła się w Berlinie w rodzinie luterańskiej, która w 1942 ewakuowała się do Erlangen podczas II wojny światowej, jako córka Renaty (z domu Topp) i Barona Petera von Schletza. W 1955 roku, gdy zmarł jej ojciec, wyjechała do Wielkiej Brytanii w ramach au pair. W wieku 17 lat pracowała jako opiekunka do dzieci. Po powrocie uczyła się w college'u i próbowała zostać modelką. W 1958 roku, w czasie letniego pobytu w Viareggio we Włoszech z matką, stała się „panną Viareggio”. Vittorio De Sica zaprosił ją do Rzymu, gdzie rozpoczęła się jej kariera.

### Kariera
W 1959 podczas pobytu we Włoszech zadebiutowała jako służąca Marquisa Nicoli Peccoli Macinelli di Afragoli (Vittorio De Sica) w komedii Mężczyźni i szlachcice (Uomini e nobiluomini) u boku Antonio Cifariello i Silvii Pinal. Wkrótce zagrała Giulię Cesari w musicalu Lucio Fulci Ragazzi del Juke-Box (1959) z Anthonym Steffenem i niemieckim filmie przygodowym Statek śmierci (Das Totenschiff, 1959) z Horstem Buchholzem i Mario Adorfem. 
Później wyjechała do Los Angeles, gdzie w 1963 roku sukces przyniosła jej rola Inger Lisy Andersson w dreszczowcu Nagroda, za którą otrzymała Złoty Glob. Kolejnym jej sukcesem była rola Marii Gambrelli w komedii Blake'a Edwardsa Różowa Pantera: Strzał w ciemności z 1964.
W latach 80. ograniczyła aktywność aktorską, występując już tylko w nielicznych niemieckich produkcjach filmowych i poświęciła się malarstwu.
W 1993 roku wytoczyła proces o zniesławienie przeciw Zsa Zsy Gabor i jej mężowi, Frederickowi von Anhalt, w wyniku którego otrzymała 3,3 miliona dolarów odszkodowania.
W 2019 roku została odznaczona Bawarskim Orderem Zasługi.

## Wybrana filmografia
- 1959: Uomini e nobiluomini jako Caterina
- 1959: Das Totenschiff jako Mylene, francuska dziewczyna
- 1963: Nagroda jako Inger Lisa Andersson
- 1963: Zwycięzcy jako Helga
- 1963: Sami na wyspie jako Eva
- 1964: Winnetou w Dolinie Sępów jako Annie
- 1964: Różowa Pantera: Strzał w ciemności jako Maria Gambrelli
- 1965: Sztuka miłości jako Nikki
- 1965: Lalki jako Ulla "Il Trattato di Eugenetica"
- 1971: Operacja Zeppelin jako Erika Altschul
- 1972: Baron krwi jako Eva Arnold
- 1973: Dom egzorcyzmów jako Lisa Reiner
- 1974: Dziesięciu małych Indian jako Vera Clyde
- 1975: Cała naprzód: Rzymski camping jako profesor Vrooshka
- 1975: Niewidzialny dusiciel jako Chris Hartman
- 1979: Więzień Zendy jako hrabina